# Клей, Джон Рэндолф
Джон Рэндолф Клей (29 сентября 1808 — 15 августа 1885) — американский дипломат.

## Биография
Клей родился в Филадельфии, штат Пенсильвания, в 1808 году. Он был вторым ребенком Джозефа (1769—1811) и Мэри Эшмид Клей (1782—1871) и младшим братом Джозефа Эшмида Клея (1806—1881). У него также была младшая сестра, Энн Элайза Клей (1810—1872). Клей осиротел в детстве, и его воспитывал и обучал Джон Рэндолф из Роанока. В мае 1830 года Рэндолф был назначен посланником США в России и привез туда Клея в качестве своего секретаря. Также, находясь в России, Клей впоследствии служил секретарём Джеймса Бьюкенена и Уильяма Уилкинса. Позднее он служил в Австрии секретарём политика и дипломата Генри А. П. Маленберга.
29 июня 1836 Клей был назначен временным поверенным в делах США в России. Он вручил верительные грамоты в Санкт-Петербурге 2 сентября 1836 года и прослужил на этой должности до 5 августа 1837 года. Этот год в российско-американских отношениях ничем особым не примечателен.
С 15 декабря 1847 года по 22 августа 1853 года Джон Рэндольф Клей служил в Лиме (Перу) поверенным в делах США, а затем в качестве чрезвычайного и полномочного посланника до 27 октября 1860 года.

Одно из его достижений там описано путешественником Уильямом Льюисом Хёрндоном: 
 Независимо от действий испано-американских республик в отношении свободного судоходства на принадлежащих им притоках Амазонки, у нас есть особый договор с Перу, подписанный нашим нынешним посланником Дж. Рэндолфом Клеем в июле 1851 года, который дает нам право в нынешних обстоятельствах осуществлять навигацию по перуанской части Амазонки. 